# Эмили из Молодого Месяца
«Эмили из Молодого Месяца» — роман канадской писательницы Люси Мод Монтгомери, первая часть трилогии про Эмили. Имеет два сиквела: «Эмили. Восхождение» (1925) и «Эмили. Искания» (1927). В трилогии прослеживается жизнь Эмили с её школьных лет и её подъём по символическому «Альпийскому пути», чтобы стать успешным писателем (Альпийский путь — фраза из стихотворения, которое вдохновляло Эмили с самого раннего возраста).
Эмили — героиня, любящая красоту в природе и искусстве, своих друзей, с жаждой знаний и страстной преданностью своему творчеству.

## Сюжет
В одиннадцать лет Эмили осталась круглой сиротой. Умер её отец и ей предстоит жить в семье родственников её матери — гордых Марри. Отец просил её сохранить черты своей личности, свой сильный и гордый характер. И ещё ей очень хочется писать, писать про то, что с ней происходит, про всё, что её окружает. Удивительные, чудесные слова сами рождаются в уме и просятся на бумагу…

## Публикации
Bantam Doubleday Dell Publishing Group, paperback. 1988 ISBN 0-318-33019-9

## Экранизации
- По роману снят телесериал (1998). Сериал транслировался по канадскому телевидению
- Аниме-сериал (2007) по мотивам романа «Эмили из Юного Месяца»: Kaze no Shoujo Emily